# Бурнішкі
Бурнішкі (пол. Burniszki) — село в Польщі, у гміні Віжайни Сувальського повіту Підляського воєводства.
Населення — 106 осіб (2011).
У 1975-1998 роках село належало до Сувальського воєводства.

## Демографія
Демографічна структура станом на 31 березня 2011 року:
|          | Загалом | Допрацездатний вік | Працездатний вік | Постпрацездатний вік |
| -------- | ------- | ------------------ | ---------------- | -------------------- |
| Чоловіки | 47      | 15                 | 27               | 5                    |
| Жінки    | 59      | 15                 | 30               | 14                   |
| Разом    | 106     | 30                 | 57               | 19                   |